# François Touvet
François Touvet (Parigi, 13 maggio 1965) è un vescovo cattolico francese, dal 7 gennaio 2025 vescovo di Fréjus-Tolone.

## Biografia
François Touvet è nato a Parigi il 13 maggio 1965 in una famiglia di ufficiali della marina. Ha frequentato il liceo Saint-Louis-de-Gonzague e l'accademia militare di Saint-Cyr prima di studiare in Inghilterra per un anno. È entrato nel seminario di Paray-le-Monial per poi continuare gli studi a Besançon e a Lione.
Dopo aver interrotto gli studi per assolvere agli obblighi del servizio militare, ha ottenuto il master in teologia nel 1992. È stato ordinato sacerdote per la diocesi di Digione il 28 giugno 1992. 
È stato vicario parrocchiale a Is-sur-Tille fino al 1996, poi ha fatto parte di un team di sacerdoti al servizio del complesso parrocchiale di Selongey. Per anni è stato consigliere religioso degli Scout e delle Guide d'Europa e cappellano degli Scout unitari di Francia. Dal 1999 al 2004 è stato parroco di Châtillon-sur-Seine e Coteaux-de-Haute-Seine e dal 1996 al 2002 cappellano diocesano del Movimento eucaristico giovanile. È stato decano di Val-de-Seine dal 2001 e dal 2002 è stato parroco della parrocchia di Montigny-sur-Aube e vicario episcopale per la zona nord dell'arcidiocesi. È stato vicario generale dell'arcidiocesi di Digione dal 2004 al 2010. È entrato a far parte della diocesi di Langres nel 2010, dove è stato parroco della cattedrale e decano della diocesi dal 2010 al 2015. È stato anche vicario episcopale per la regione meridionale della diocesi dal 2011 al 2014, quindi vicario generale della diocesi di Langres fra il 2014 e il 2015 e parroco di Chaumont nel 2015. Ha anche prestato servizio come cappellano di unità dell'esercito francese dal 2011 al 2015. 
Il 23 dicembre 2015 papa Francesco lo ha nominato vescovo di Châlons. Ha ricevuto la consacrazione episcopale nella cattedrale di Saint-Étienne a Châlons-en-Champagne il 28 febbraio 2016 da Thierry Romain Camille Jordan, arcivescovo di Reims, assistito da Gilbert Louis, vescovo emerito di Châlons, e da Joseph de Metz-Noblat, vescovo di Langres. Era uno dei più giovani vescovi di Francia. 
In seno alla Conferenza episcopale di Francia è stato membro della Commissione per la liturgia e la pastorale dei sacramenti dal 2017 al 2021 e presidente ad interim dell'Associazione francese dei missionari pontifici tra il 2020 e il 2021. Nel 2021 è diventato presidente del Consiglio per le comunicazioni. 
Il 25 giugno 2022 il cardinale Jozef De Kesel, arcivescovo di Malines-Bruxelles, lo ha nominato amministratore della Comunità del Verbo di Vita – una comunità segnata da "abusi spirituali e violenze sessuali" – fino al suo scioglimento, previsto per il 30 giugno 2023. 
Il 21 novembre 2023 è stato nominato vescovo coadiutore della diocesi di Fréjus-Tolone. Gli è stata assegnata la maggior parte dell'autorità di un ordinario, piuttosto che il ruolo di un ausiliare che è consuetudine per un coadiutore, in particolare "i poteri speciali del governo diocesano negli ambiti dell'amministrazione, della gestione del clero, della formazione dei seminaristi e dei sacerdoti, del sostegno degli istituti di vita consacrata, delle società di vita apostolica e delle associazioni di fedeli". Il 7 gennaio 2025 è succeduto alla medesima sede.

## Genealogia episcopale
La genealogia episcopale è:
- Cardinale Scipione Rebiba
- Cardinale Giulio Antonio Santori
- Cardinale Girolamo Bernerio, O.P.
- Arcivescovo Galeazzo Sanvitale
- Cardinale Ludovico Ludovisi
- Cardinale Luigi Caetani
- Cardinale Ulderico Carpegna
- Cardinale Paluzzo Paluzzi Altieri degli Albertoni
- Papa Benedetto XIII
- Papa Benedetto XIV
- Papa Clemente XIII
- Cardinale Marcantonio Colonna
- Cardinale Giacinto Sigismondo Gerdil, B.
- Cardinale Giulio Maria della Somaglia
- Cardinale Carlo Odescalchi, S.I.
- Vescovo Eugène de Mazenod, O.M.I.
- Cardinale Joseph Hippolyte Guibert, O.M.I.
- Cardinale François-Marie-Benjamin Richard de la Vergne
- Vescovo Marie-Prosper-Adolphe de Bonfils
- Cardinale Louis-Ernest Dubois
- Arcivescovo Jean-Arthur Chollet
- Arcivescovo Héctor Raphaël Quilliet
- Vescovo Charles-Albert-Joseph Lecomte
- Cardinale Achille Liénart
- Cardinale Alexandre-Charles-Albert-Joseph Renard
- Vescovo André Rousset
- Arcivescovo Thierry Romain Camille Jordan
- Vescovo François Touvet